# Josef Kajnek
Josef Kajnek (Kutná Hora, 18 aprile 1949) è un vescovo cattolico ceco, dal 4 novembre 1992 al 12 dicembre 2023 vescovo ausiliare di Hradec Králové.

## Biografia
Dopo gli studi presso la facoltà teologica di Litoměřice è stato ordinato presbitero il 26 giugno 1976. Ha operato come vicario parrocchiale a Česká Třebová, amministratore a Písečná, Ústí nad Orlicí, come privato dell'autorizzazione statale per il sacro ministero (1984-1990) e come vicario generale della diocesi di Hradec Králové.
Nel 1984 è stato imprigionato dal regime comunista allora al potere in Cecoslovacchia per violazione dell'articolo 178 del codice penale per aver ostruito la "supervisione statale sulle chiese"; il fatto è stato segnalato da Amnesty International nel 1985. È stato poi rilasciato con la condizionale, ma gli è stato vietato lo svolgimento di attività pastorali. Il suo caso è stato incluso nel report dell'ONU del 1987 sui diritti umani in Cecoslovacchia.
Per alcuni anni ha lavorato nel Corpo forestale dello stato e, in seguito, nell'edilizia. È stato poi riammesso allo svolgimento di attività pastorali ed è diventato amministratore delle parrocchie di Chomutice u Horic, Lázně Bělohrad e Pardubice. Il 4 novembre 1992 papa Giovanni Paolo II lo ha nominato vescovo titolare di Acque di Dacia e vescovo ausiliare di Hradec Králové. Ha ricevuto l'ordinazione episcopale il 12 dicembre 1992 dal vescovo Karel Otčenášek.
A partire dal 1998 è delegato vescovile per le vocazioni nonché per la pastorale dei carcerati. Il 10 novembre 2004 è stato nominato prevosto della cattedrale di Hradec Králové. Dal 12 aprile 2010 al 14 maggio 2011 è stato amministratore della diocesi di Hradec Králové.
Il 12 dicembre 2023 papa Francesco ha accolto la sua rinuncia all'ufficio di vescovo ausiliare.

## Genealogia episcopale
La genealogia episcopale è:
- Cardinale Scipione Rebiba
- Cardinale Giulio Antonio Santori
- Cardinale Girolamo Bernerio, O.P.
- Arcivescovo Galeazzo Sanvitale
- Cardinale Ludovico Ludovisi
- Cardinale Luigi Caetani
- Cardinale Ulderico Carpegna
- Cardinale Paluzzo Paluzzi Altieri Degli Albertoni
- Papa Benedetto XIII
- Papa Benedetto XIV
- Arcivescovo Enrico Enriquez
- Vescovo Manuel Quintano Bonifaz
- Cardinale Buenaventura Córdoba Espinosa de la Cerda
- Cardinale Giuseppe Maria Doria Pamphilj
- Papa Pio VIII
- Papa Pio IX
- Cardinale Gustav Adolf von Hohenlohe-Schillingsfürst
- Arcivescovo Salvatore Magnasco
- Cardinale Gaetano Alimonda
- Cardinale Teodoro Valfrè di Bonzo
- Arcivescovo František Kordač
- Cardinale Karel Boromejský Kašpar
- Vescovo Mořic Pícha
- Arcivescovo Karel Otčenášek
- Vescovo Josef Kajnek